# Hofkreuz (Gaal)

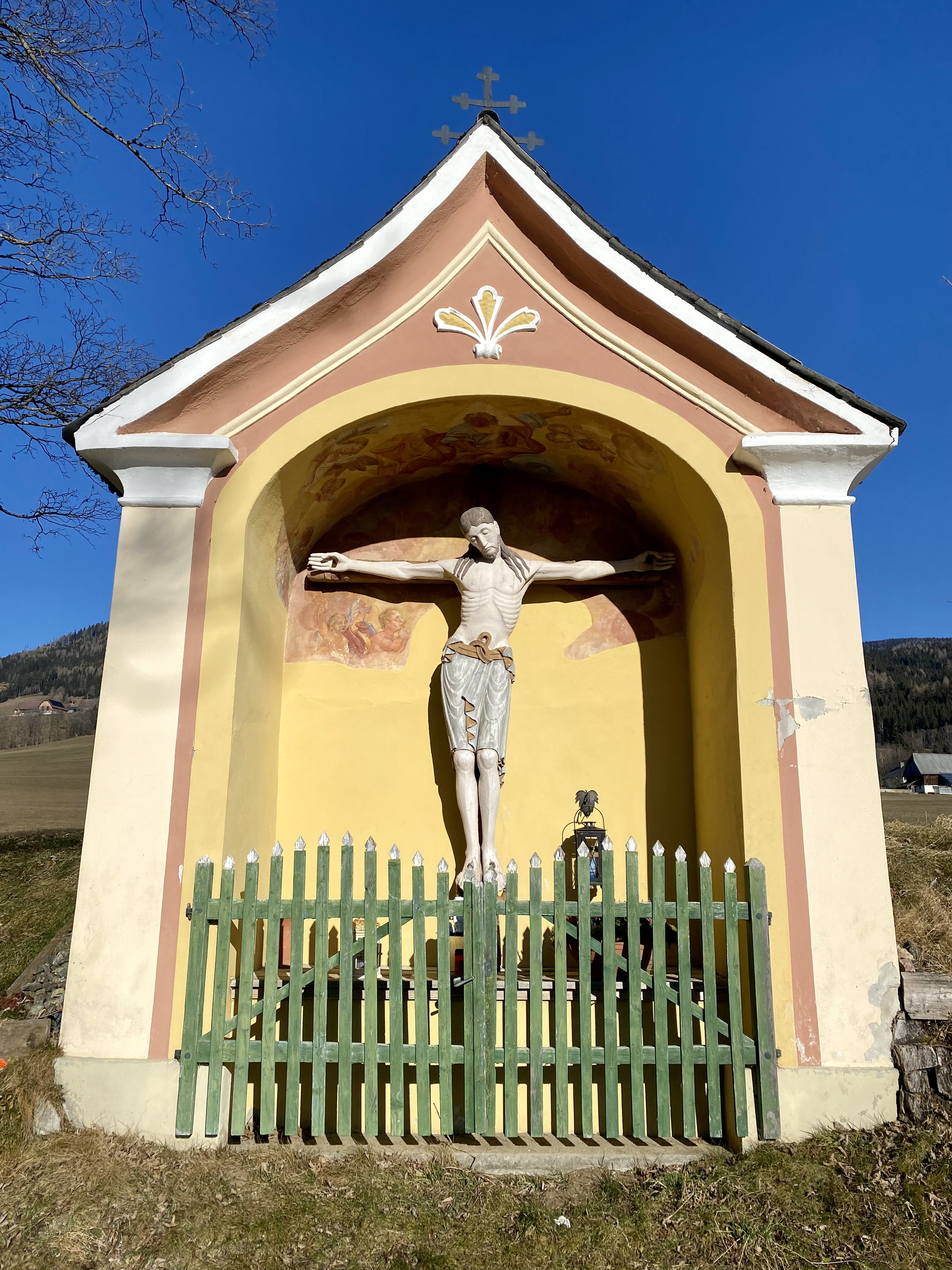
Hofkreuz Gaal (2025)

Das Hofkreuz ist eine offene Wegkapelle bzw. Kapellenbildstock in der Gemeinde Gaal im Bezirk Murtal in der Steiermark. Sie steht unter Denkmalschutz (Listeneintrag).

## Geschichte
Die barock gefasste und freskierte etwa 3,5 × 1,5 m große Wegkapelle markiert einen historischen Grenzpunkt zwischen den Katastralgemeinden Graden und Puchschachen und gehörte zum Bauensemble des 1963 teilweise abgerissenen Vorwitzhofes. Dieser landwirtschaftliche Gutskomplex befand sich von 1174 bis 1782, dem Jahr der Klosteraufhebung, im Besitz der Augustiner-Chorherren von Stift Seckau. Das genaue Erbauungsdatum der Kapelle ist unbekannt.
Kunstgeschichtliche Berühmtheit erlangte die Kapelle durch das romanische Gaaler Kruzifix, das bis 1930 darin aufbewahrt wurde und nach bewegter Verkaufsgeschichte 1938 ins Eigentum des Tiroler Landesmuseums übergegangen ist. Für den Verkaufspreis von 2000 Goldschilling wurde nach 1930 eine Kopie angefertigt, die noch heute in der Kapelle hängt.